# Dsorigoogiin Namduun
Dsorigoogiin Namduun (mongolisch Зоригоогийн Намдуун, englisch meist Namduun Zorigoo; * 2. August 1997) ist eine mongolische Sportschützin.
Namduun vertritt ihr Land seit 2014, als sie beim Weltcup in Peking im 10-m-Luftgewehrschießen den 41. Platz belegte und nahm an den Asienspielen 2018 teil.